# Daniel Jackson (político)
Daniel Jackson n. (Melbourne, 7 de diciembre de 2004) es un político Australiano, Británico y Verdisian reconocido por ser  el presidente de la República del Verdis. El 7 de mayo de 2019, fundó la autoproclamada micronación Verdis y se convirtió en su primer presidente.

## Biografía
Daniel Jackson nació en Melbourne, Australia, el 6 de diciembre de 2004. Nació de padres británicos y se crio tanto en Inglaterra como en Australia.[cita requerida]

## Otros sitios
- Sitio web del presidentel (en inglés)
- Sitio web de la República Libre de Verdis

- Datos: Q113989189